# Emil Man Lun Ng

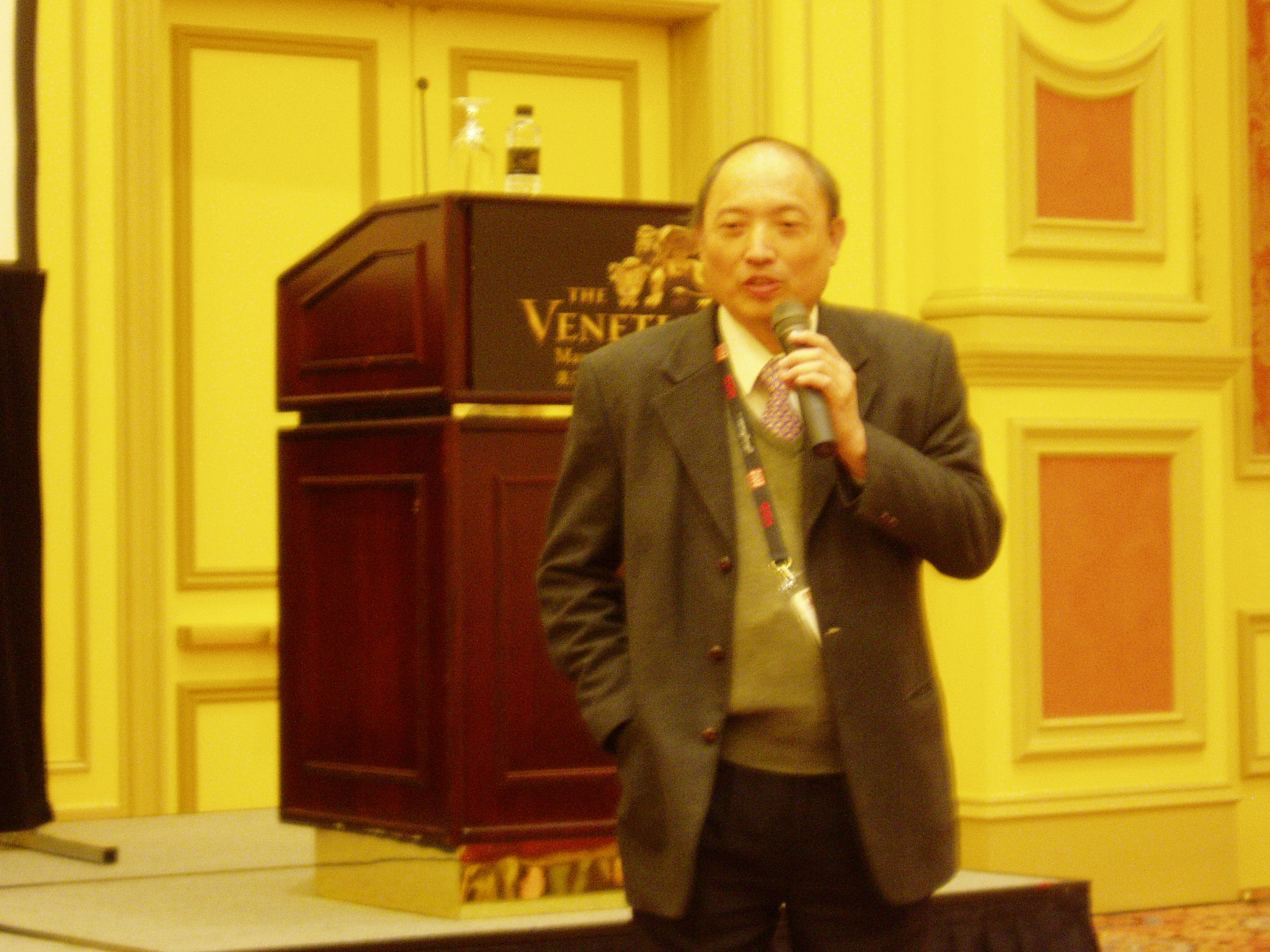
Emil Man Lun Ng auf der Asia Adult Expo 2008

Emil Man Lun Ng (chinesisch 吳敏倫 / 吴敏伦, Pinyin Wú Mǐnlún, kantonesisch Ng Man-leon; * 14. Oktober 1946) ist ein chinesischer Sexualwissenschaftler und Vizepräsident der Hong Kong Sex Education Association. Er war Präsident des XIV. World Congress of Sexology 1999.

## Leben
Ng ist Professor an der Universität Hongkong, wo er 1992 seinen Doktor der Medizin (M.D.) absolvierte. Dort ist er stellvertretender Direktor des Familieninstituts. Seit 1976 ist er Mitglied der Royal College of Psychiatrists in Großbritannien. 1985 gründete er die Hong Kong Sex Education Association sowie 1990 die Asian Federation of Sexology. Seine Forschungsschwerpunkte sind die chinesische Perspektive der Sexualität, Sexualerziehung und -therapie.
Er gab sieben Bücher in englischer und 22 Bücher in chinesischer Sprache heraus. Er erhielt bis 2010 zwei Auszeichnungen: „Sexologist  of  Asia“  der Asian  Federation  for  Sexology  (1994) sowie die „Gold  Medal  in  Sexology“  von der World Association for Sexology (2003).
Innerhalb der Deutschen Gesellschaft für Sozialwissenschaftliche Sexualforschung ist er Mitglied des Internationalen Kuratoriums.

## Veröffentlichungen
- Coeditor: A Dictionary of Sexology (Taipei: Wen-He, 1996)
- Coeditor: Practical Sexual Medicin (New York, 1998)
- Coeditor: Chung-Kuo Tang Tai Hsing Wen Hua
- Coeditor: Sexual Behavior in Modern China: Report of the Nationwide Survey of 20,000 Men and Women (New York: Continuum, 1997)